# Miguel Orias
Miguel Hugo Orías Paredes (La Paz, 31 de diciembre de 1965),  conocido como Miguel Orias, es un cantautor, músico, compositor y productor musical boliviano. Entre sus interpretaciones encontramos canciones de estilo tropical en su mayoría, aunque sus trabajos también incluyen  baladas, 
morenadas y música latinoamericana de varios estilos.

## Canciones
Sus canciones más conocidas son:
- Canto por cantar (Autor)
- Compadres Santa Cecilia (Autor)
- Cuéntame
- Cumbia de El Alto (Autor)
- Déjame solo
- El mar no me pidas (Autor)
- Esposa mía (Autor)
- Niña mía
- No puedo más
- No quiero más cerveza
- Americanita (coautor)
- El que a hierro mata (coautor)
- Elegí amarte (coautor)
- Llorando me voy (coautor)
- Mi pobre angelito (coautor)
- Te olvidaste (coautor)
- Vino Griego

Sus temas fueron grabados mayormente por él mismo.

## Bandas
- 1987-1988: Orquesta Cristal
- 1988-1989: Orquesta Los Graduados
- 1989-1993: Orquesta Los Nietos del Rey
- 1993-presente: Miguel Orias y los Ilegales